# Pfarrkirche Kastelruth

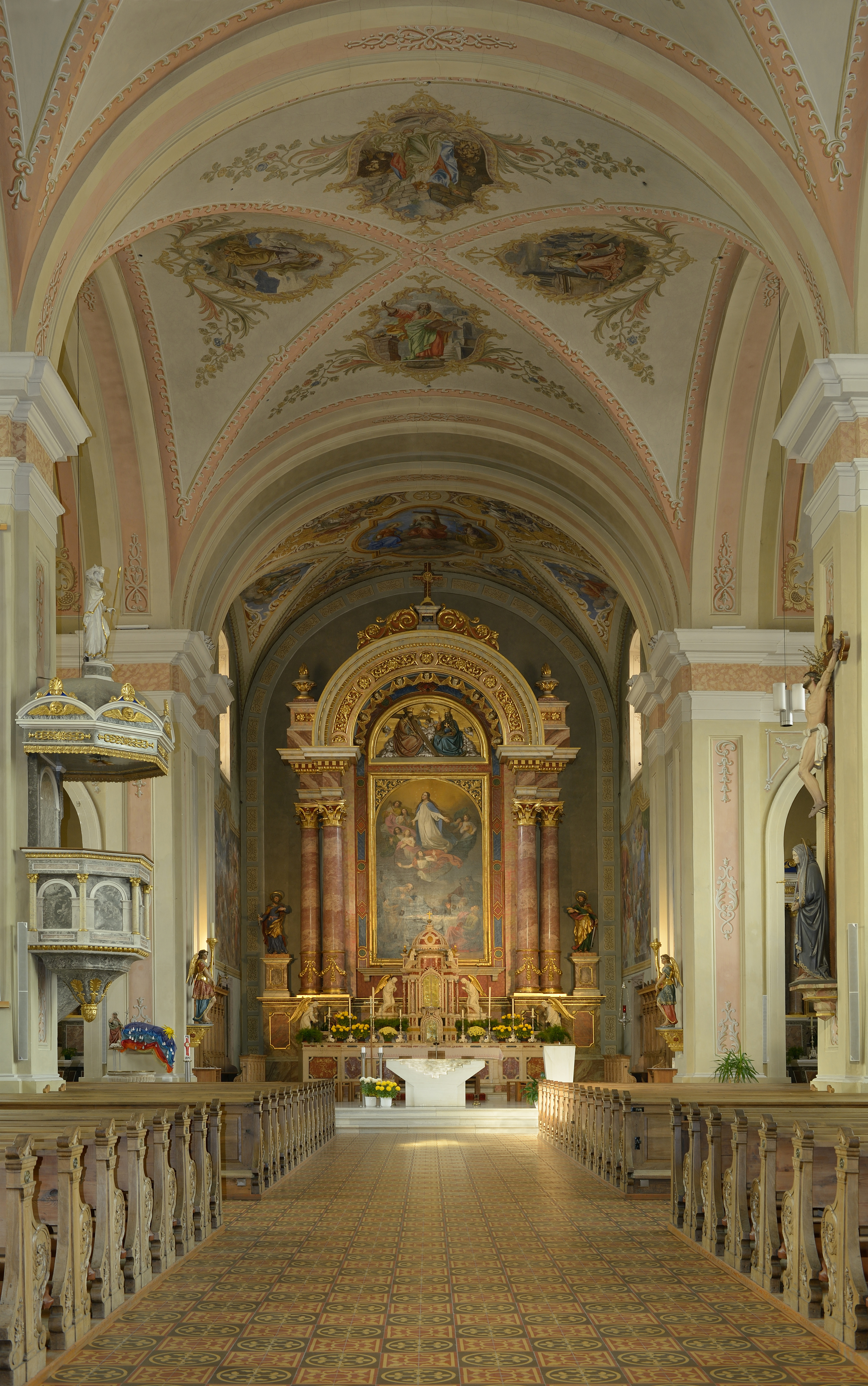
Innenraum

Die Pfarrkirche St. Peter und Paul in der Diözese Bozen-Brixen ist die ehemalige Dekanatskirche der Gemeinde Kastelruth und den Heiligen Petrus und Paulus geweiht.

## Geschichte
Im Jahr 1190 wurde die Kastelruther Kirche erstmals urkundlich genannt. Das Petrus-Patrozinium legt die Vermutung nahe, dass sie in ihren Ursprüngen auf das Frühmittelalter zurückgehen könnte und somit schon bei ihrer ersten Erwähnung einige Jahrhunderte alt war. Am 2. Februar 1332 stifte „Ebel von Tacusens Oel“ an die St. Peterskirche zu Kastelruth. Seit 1433 besteht eine Stiftung der Wolkenstein für eine Bruderschaft und Frühmesse. 1445 setzte Bischof Johann V. von Brixen einen Frühmesser ein.  1472 wurde der Altar St. Stephan geweiht und 1545 eine neue Kirchenuhr installiert. 1737 erfolgte auf Initiative des damaligen Pfarrers Philipp Jakob von Söllder, die Anstellung eines zweiten Pfarr-Kooperators.
Seit 1823 war die Pfarrei Sitz einer Dekanates. Der verheerende Dorfbrand vom 24. Mai 1753 fiel auch der alte gotische Kirchturm zum Opfer, der in der Folgezeit im Barockstil neu errichtet wurde. Die heutige Kirche, auch „Dom auf dem Berge“ genannt, wurde vom Wiener Hofbaurat im klassizistischen Wiener Ingenieurstil 1838–1845 geplant. 1846 wurde der Bau begonnen. Am Werk waren der Rattenberger Maurermeister Johann Wolf und der Polier Josef Scheiring aus Zirl beteiligt. Die Zimmermannsarbeiten erledigte Johann Heufler aus Kastelruth. Die Gesamtkosten beliefen sich auf 57158 Gulden. 1849 wurde die neue Pfarrkirche vollendet und am 21. Oktober vom Trientner Bischof Johann Nepomuk von Tschiderer eingeweiht. 

## Beschreibung
Der rechteckige Innenraum ist durch sechs Pfeiler in drei Schiffe unterteilt. Die Länge beträgt 50 m, die Breite 22,5 m und die Höhe 16 m.

## Ausstattung

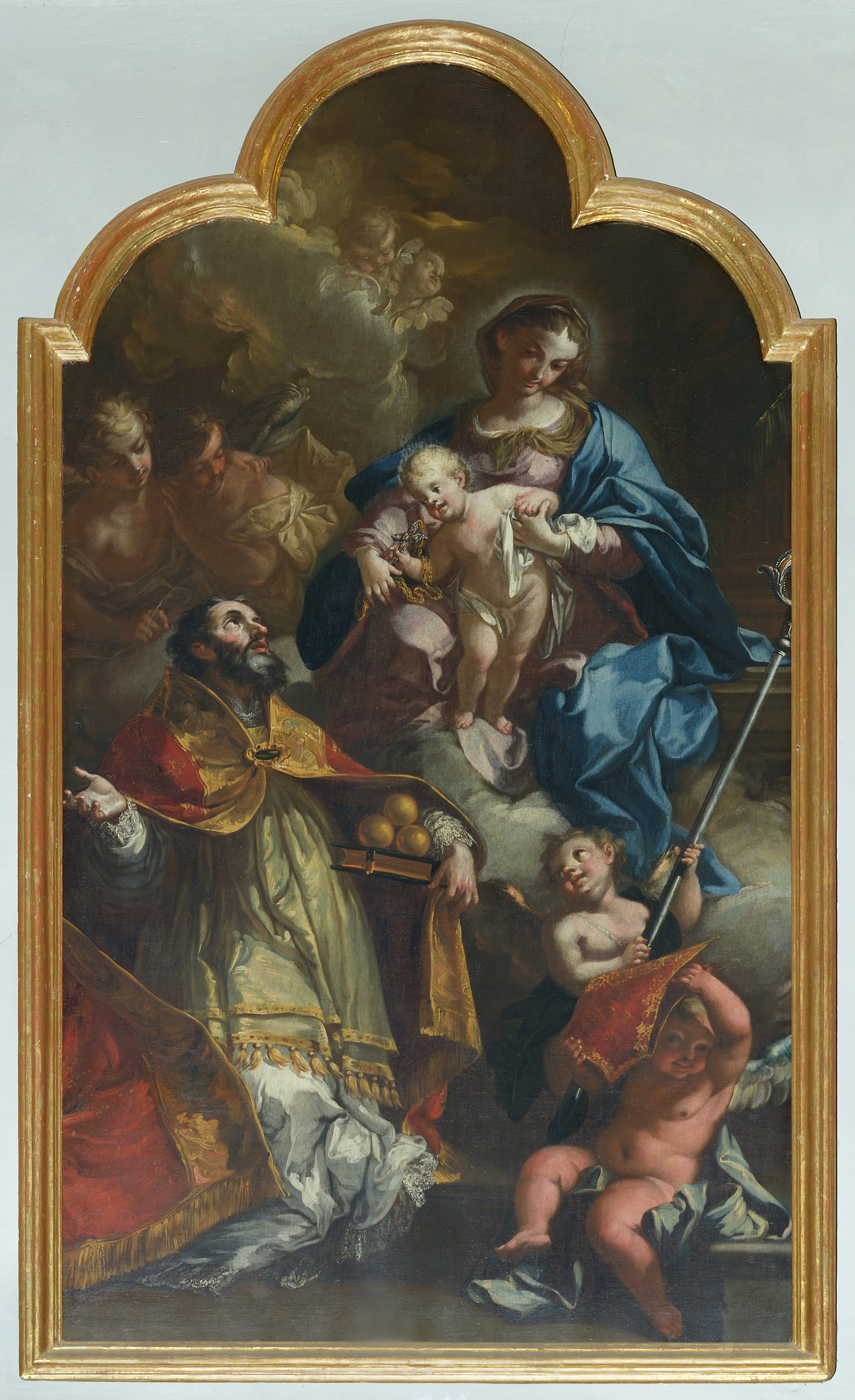
Ölgemälde des Franz Sebald Unterberger am Eingang der Kirche

Am Eingang links unter der Empore hängt ein Gemälde des Franz Sebald Unterberger, das die Verehrung der Muttergottes durch den Heiligen Nikolaus darstellt. Rechts hängt ein barockes Portiunkula-Ablassbild mit Maria, Christus im Himmel und dem Heiligen Franziskus. An der Südwand hängen Bilder des Heiligen Paulus vom Pferd fallend und ein dem Maler Eduard Burgauner zugeschriebenes Bild der Übergabe der Schlüssel an den Heiligen Petrus.

### Altäre
Der Hauptaltar mit Säulenaufbau und neuromanischem Rundgiebel trägt das Altarbild, die Aufnahme Mariens in den Himmel darstellend, vom Schweizer Maler Melchior Paul von Deschwanden aus dem Jahr 1851. Im Rundgiebel befindet sich ein Holzrelief der Marienkrönung von Johann Rifesser aus dem Jahr 1887. An den Seiten stehen die barocken Statuen der Heiligen Petrus und Paulus aus der Werkstatt von Martin Vinazer. Die Seitenwände des Presbyteriums sind mit den Riesenfresken des Martyriums des Heiligen Petrus und Paulus und mit Fresken von Abel und Melchisedech gedeckt. Weitere Seitenaltäre sind mit Altarblättern von Deschwanden, die die Heilige Agnes, den Heiligen Josef und den Heiligen Sebastian darstellen, geschmückt. Auf dem Agnesaltar steht ein Gemälde, signiert mit „Martin Knoller pinxit 1754“, den Heiligen Nepomuk darstellend.

Altarbilder des Paul von Deschwanden
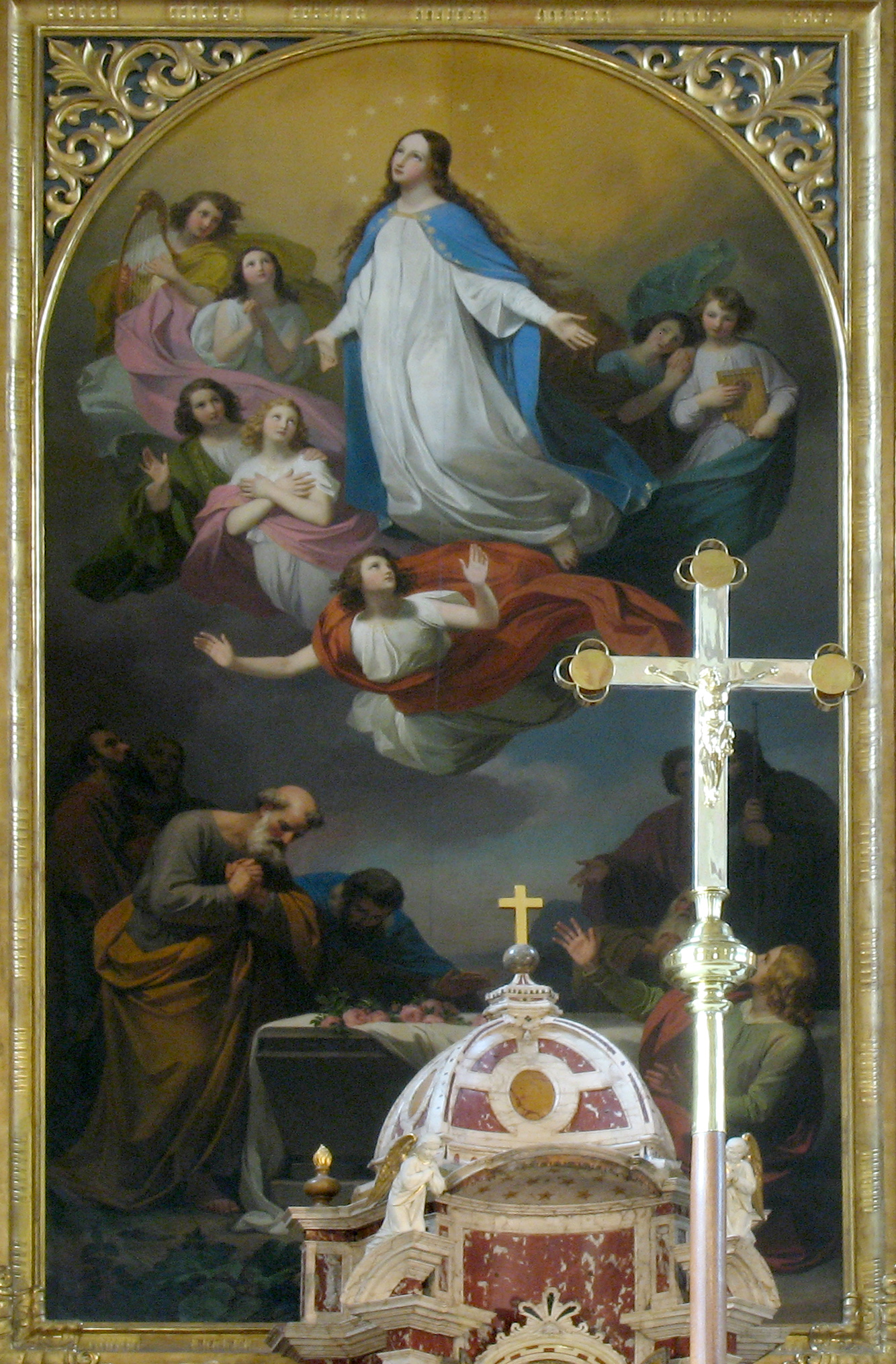
Hauptaltar mit Mariä Aufnahme in den Himmel
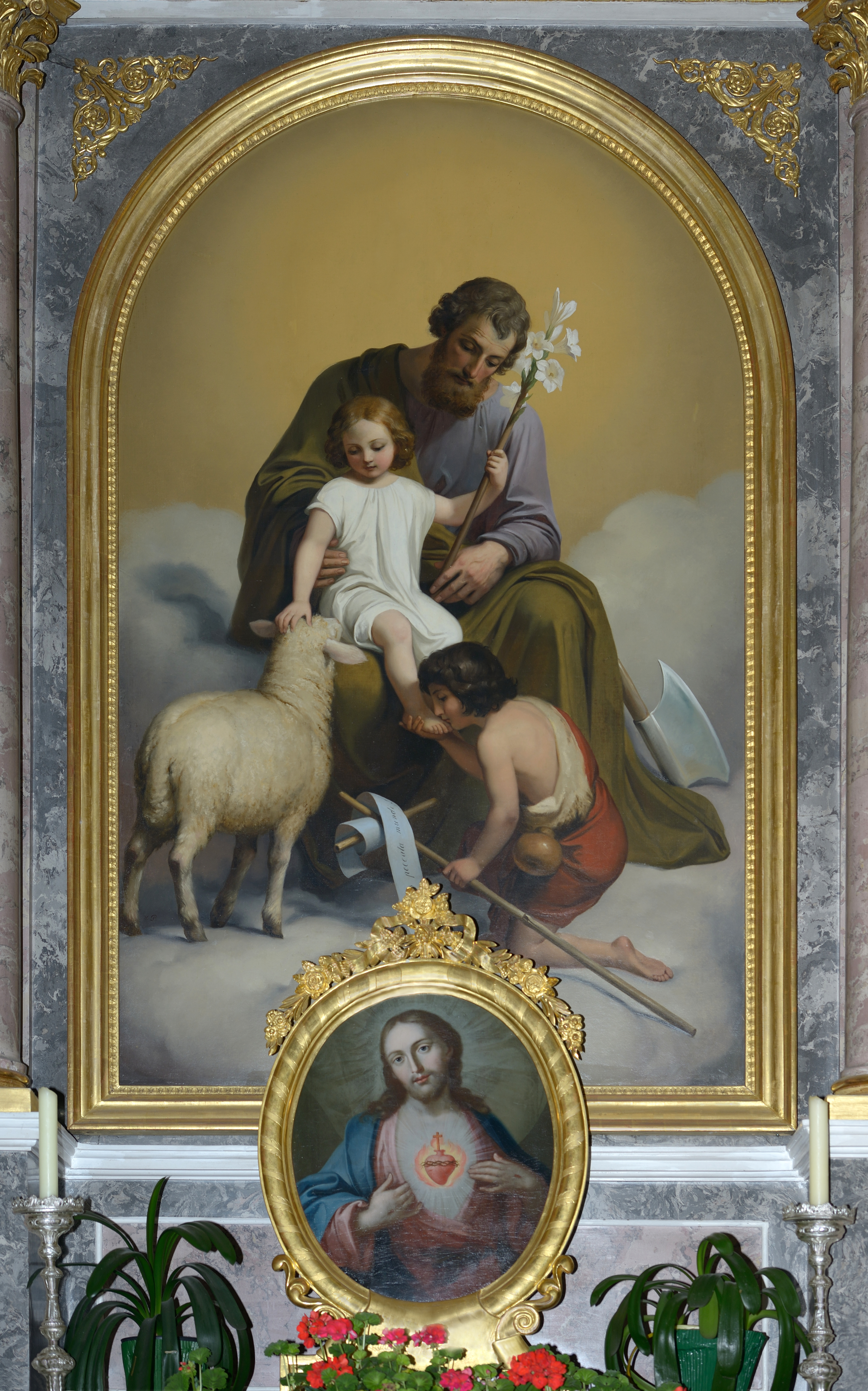
Heiliger Josef und Herz Jesu
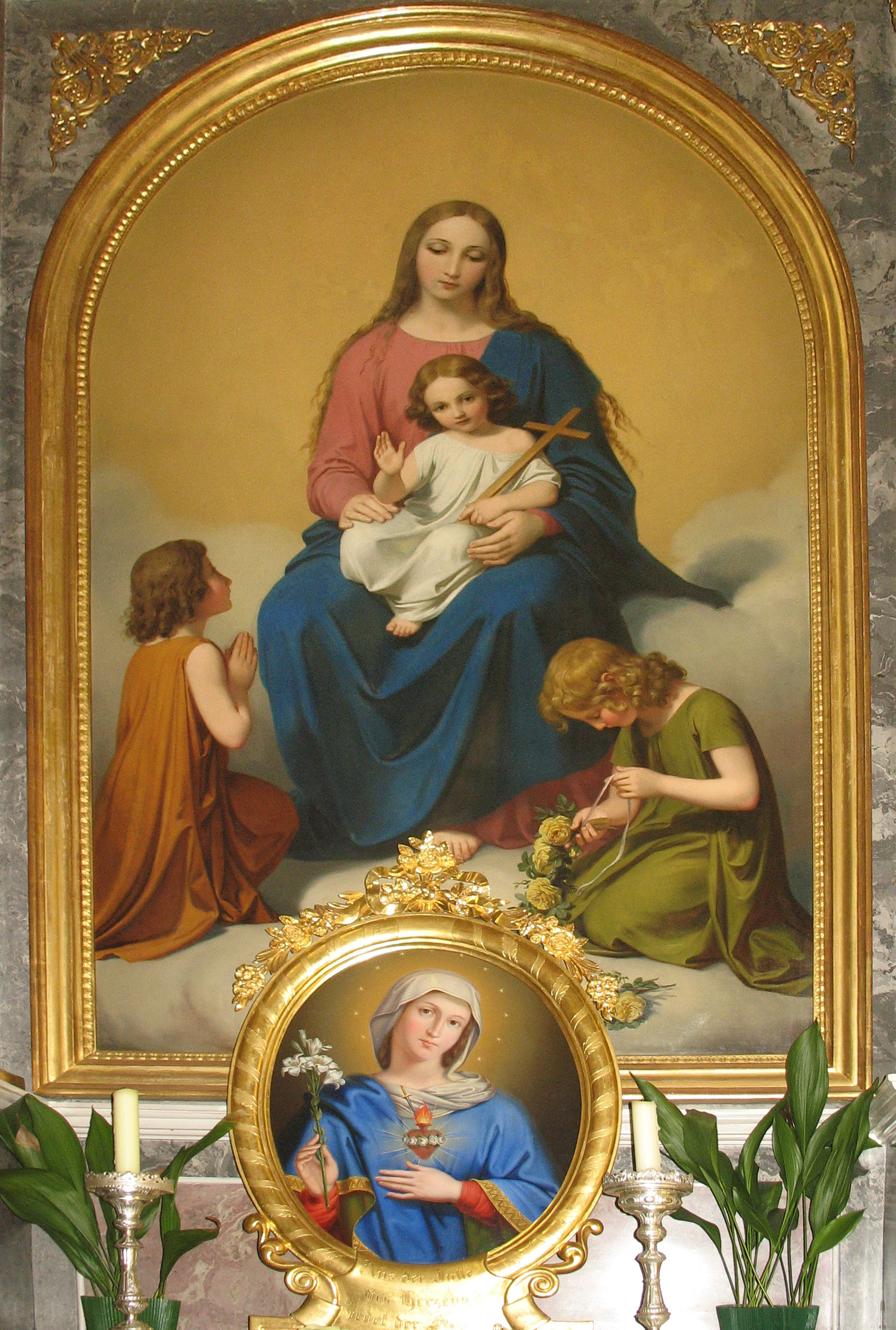
Muttergottes
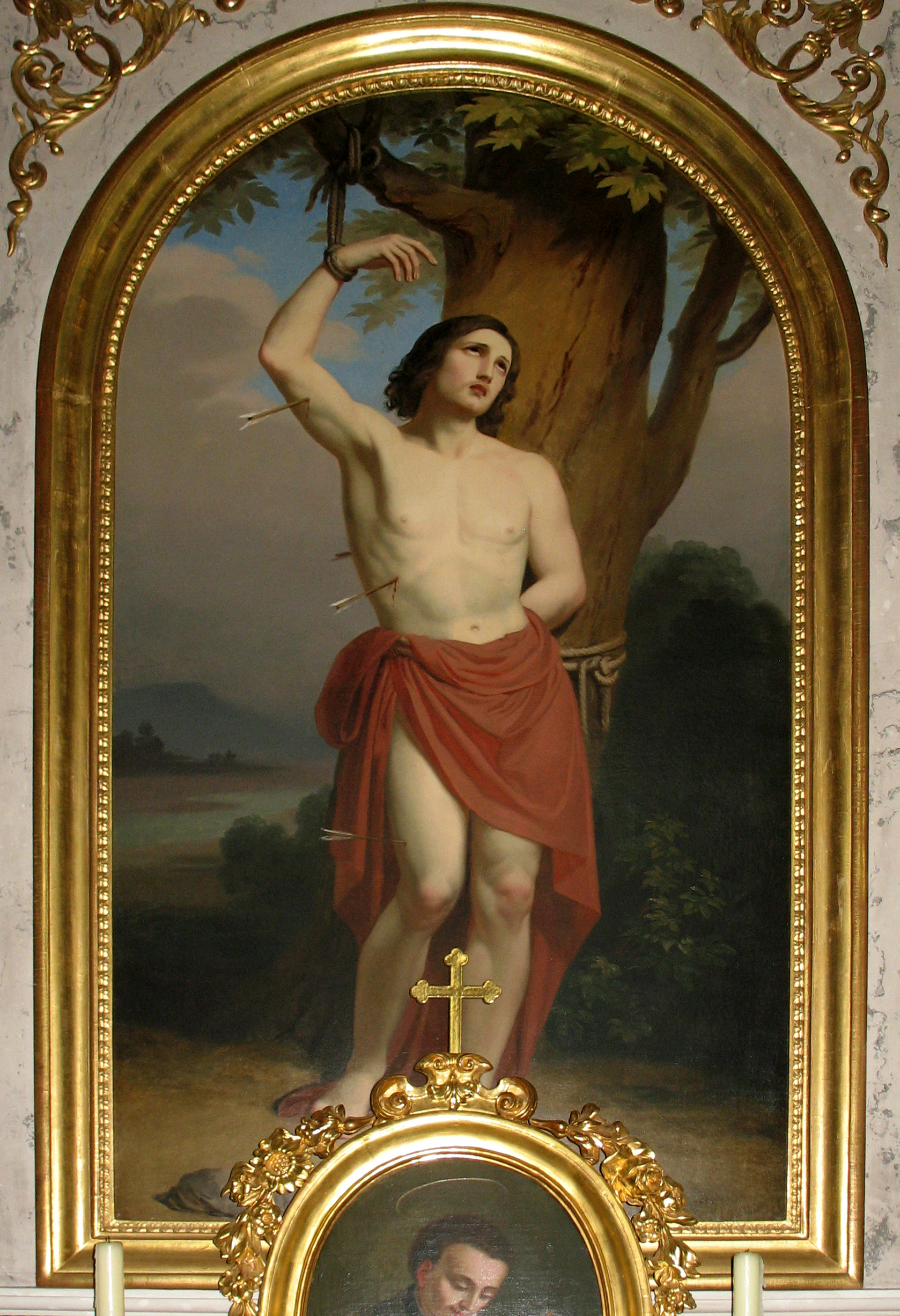
Der Heilige Sebastian
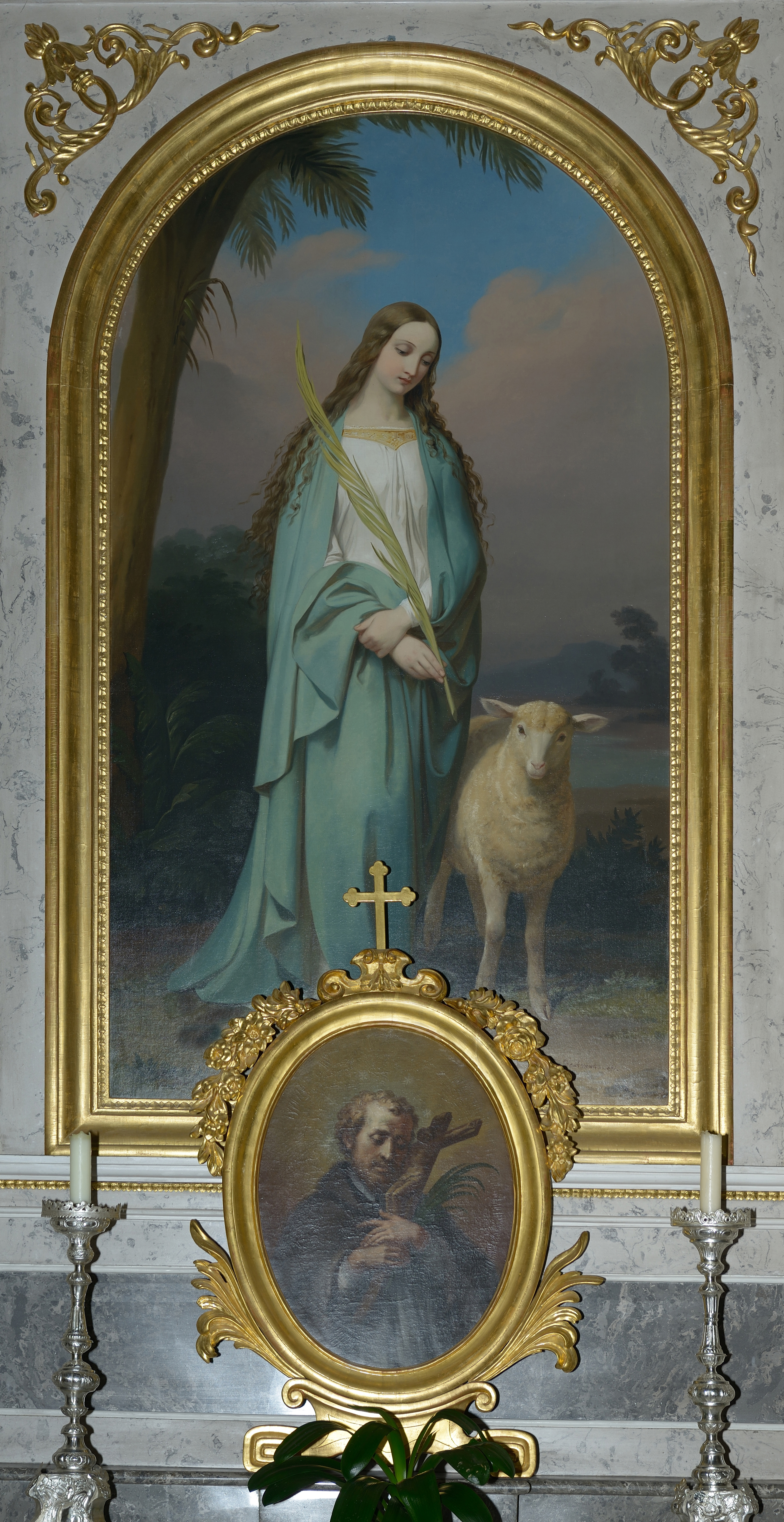
Die Heilige Agnes

### Gewölbe
Die Gewölbe sind mit Gemäldegruppen bemalt, darunter die Kirchenväter, die göttlichen Tugenden, die Patrone der Filialkirchen Sankt Valentin, Sankt Vigilius, die Heiligen Katharina und Maria Magdalena, die vier Evangelisten und die vier großen Propheten des Alten Bundes (Jesaja, Jeremia, Ezechiel und Daniel). Die Wandmalereien des Langhauses entstanden durch Jonas Ranter (1860–1931) und Franz Burger 1893, jene im Chor durch Ranter, Lackner aus Kirchberg in Tirol und Max Vogt aus Bayern 1898. Mitarbeiter waren der Kastelruther Eduard Burgauner und der Bozner Ignaz Stolz.

Gemälde im Chor von links nach rechts
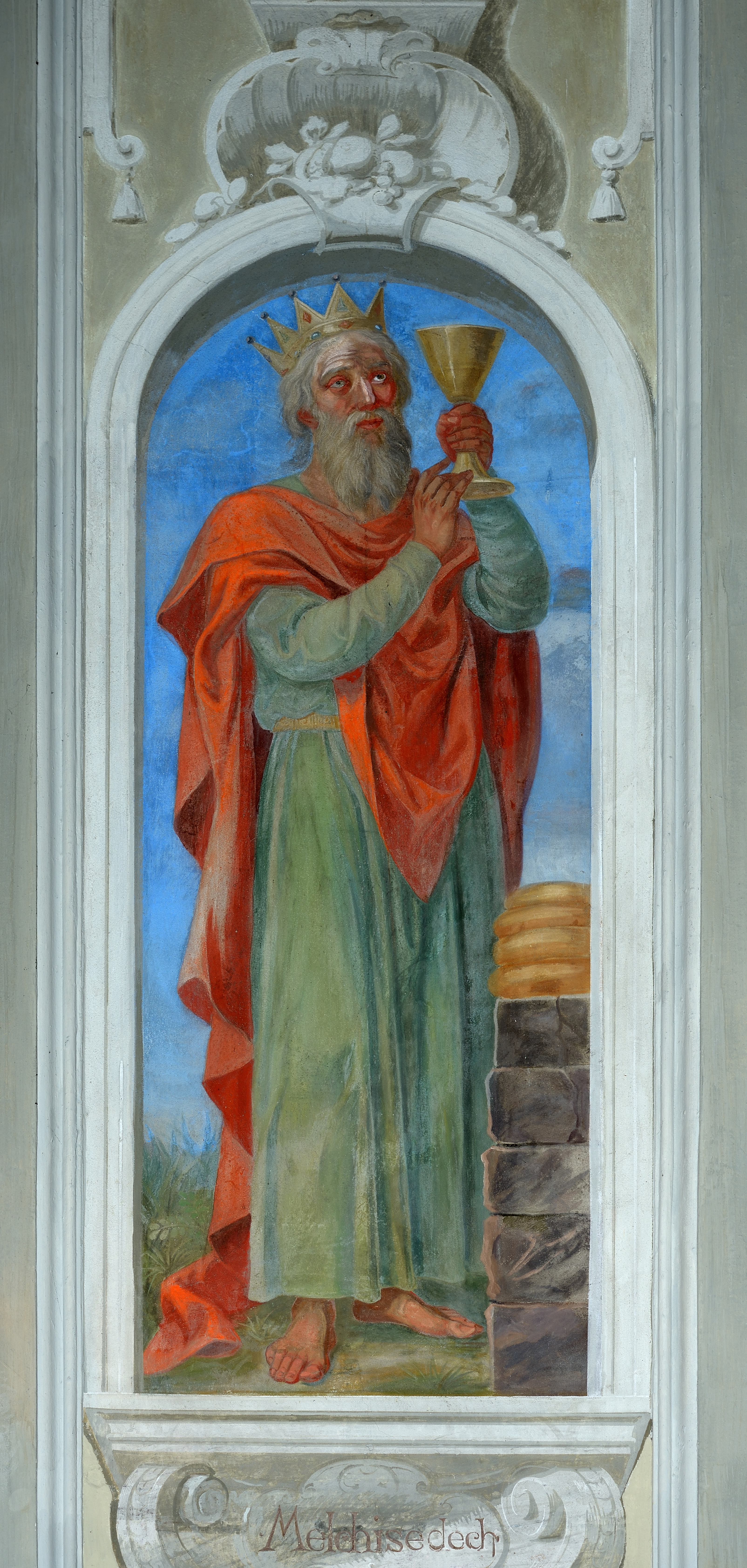
Melchisedech
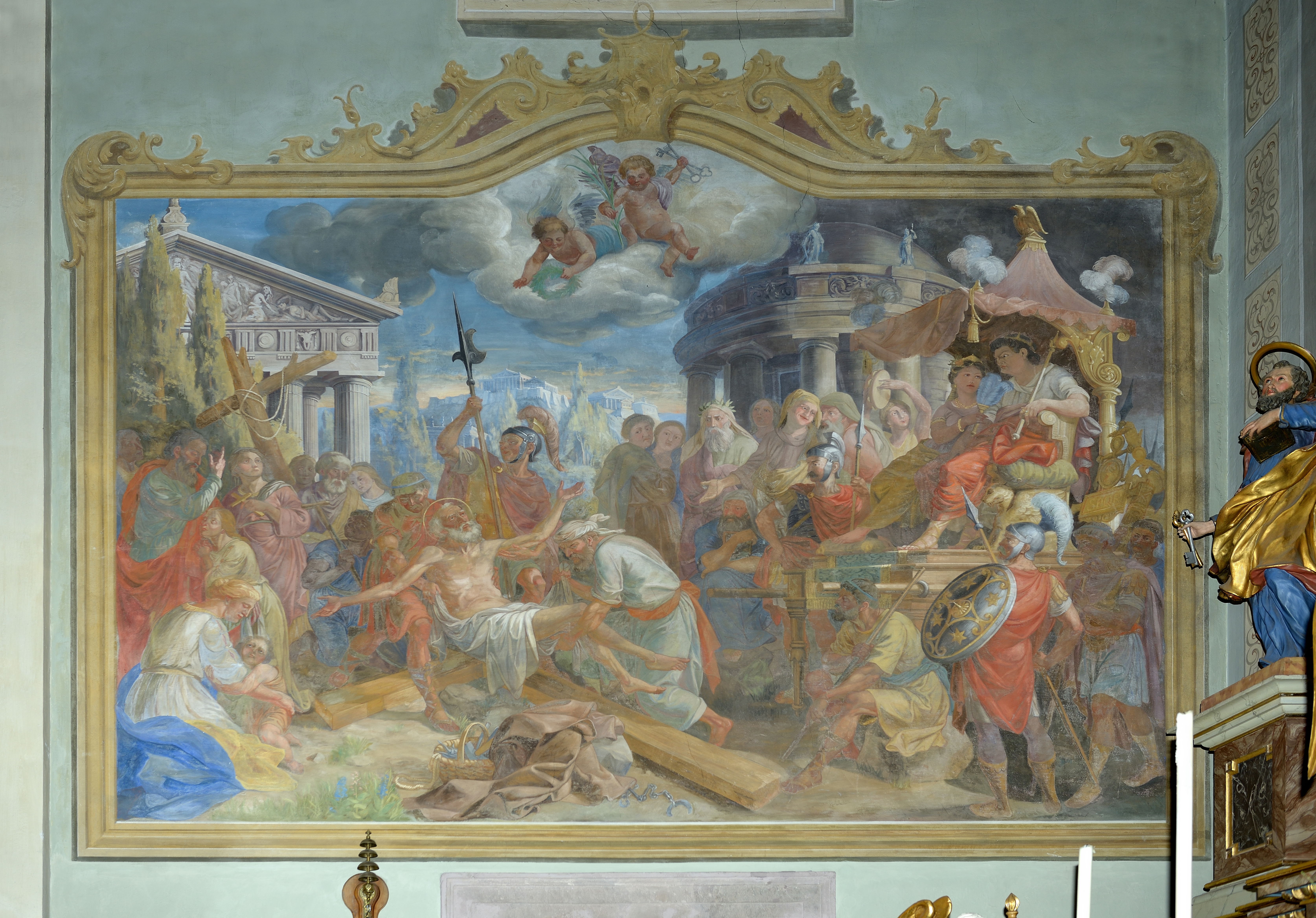
Kreuzigung des Heiligen Petrus
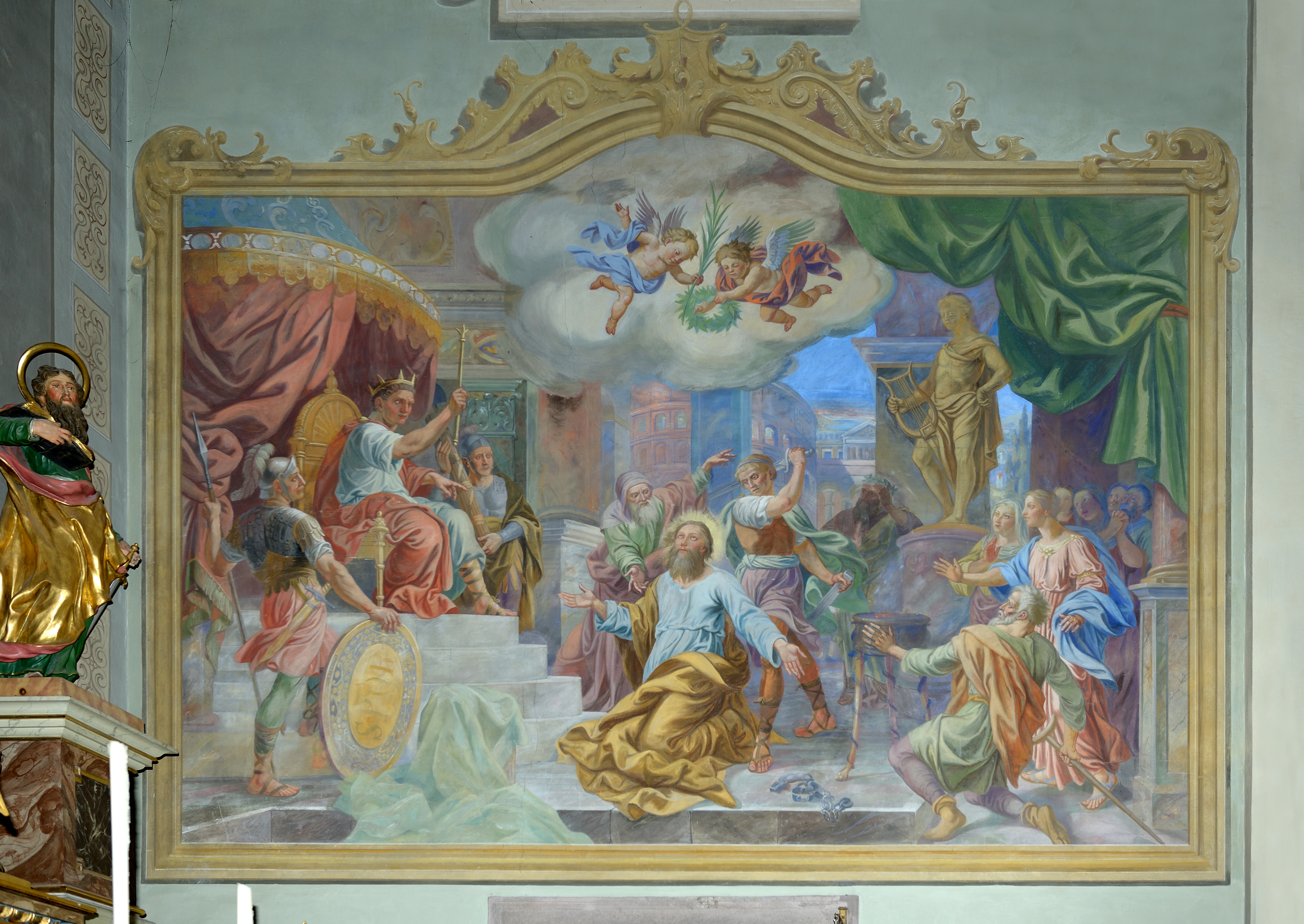
Martyrium des Heiligen Paul
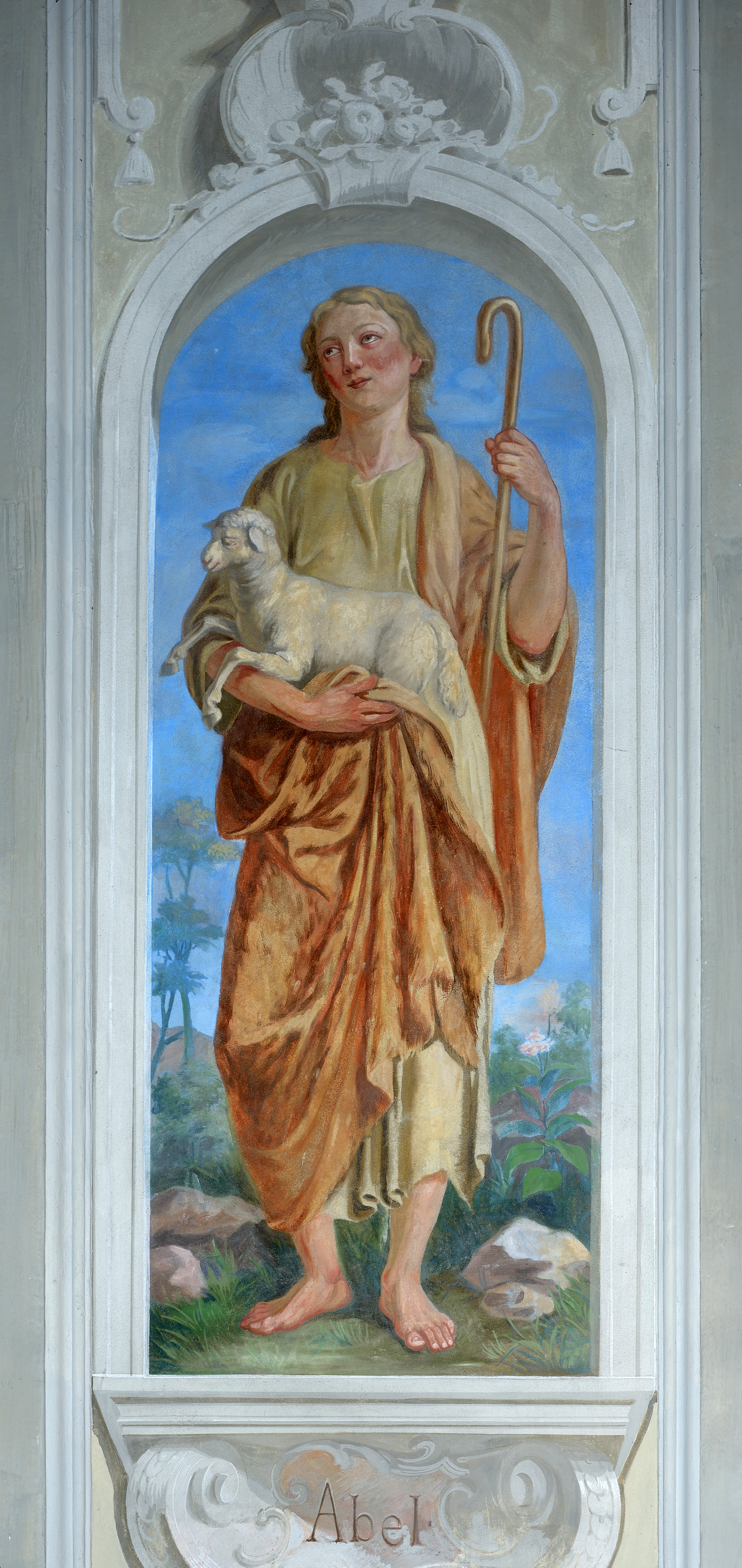
Abel

## Kirchturm

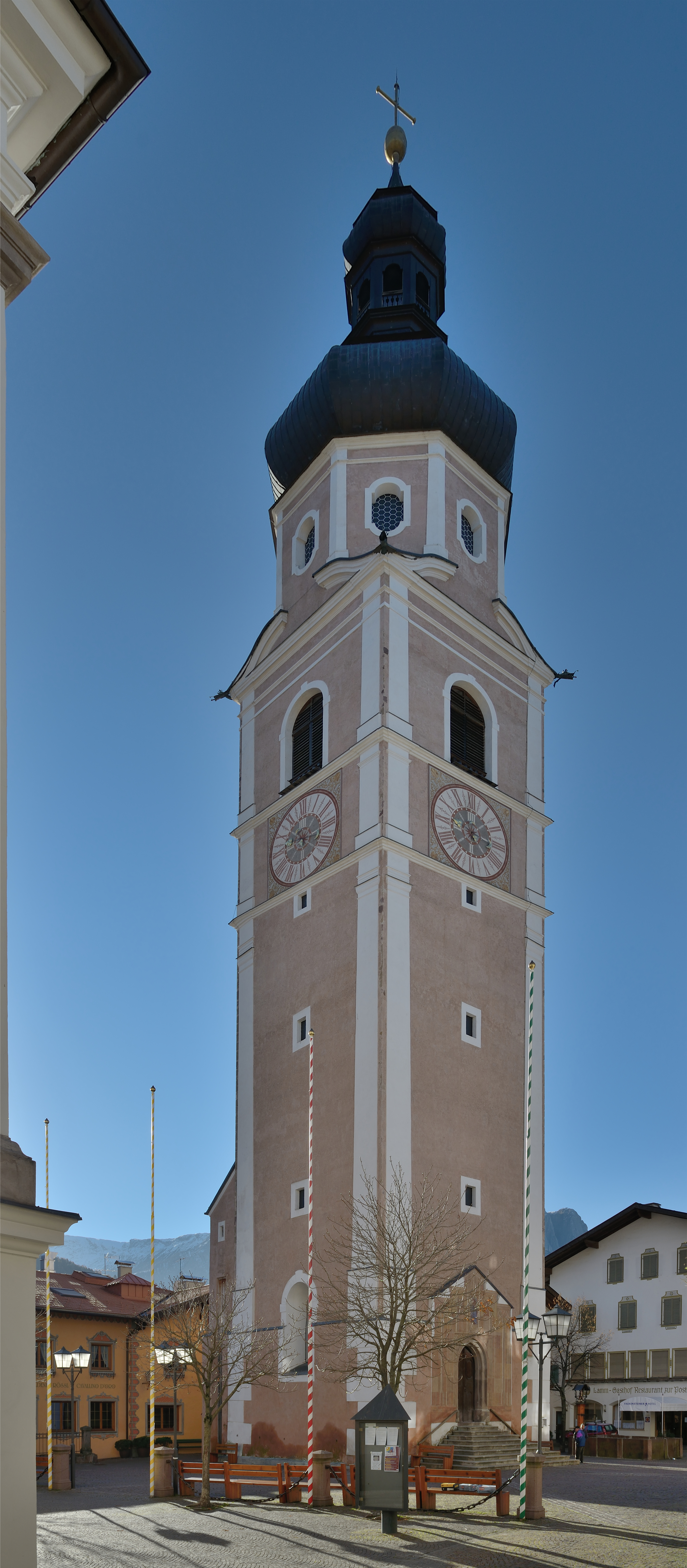
Der klassizistische Kirchturm

Der alte gotische Kirchturm und die acht Glocken fielen 1753 einem Dorfbrand zum Opfer. Ein neuer Turm wurde 1756–1758 nach den Plänen des Brixner Maurermeisters Simon Rieder errichtet. Der Kirchturm in klassizistischem Stil misst 11 m im Geviert und ist 82 m hoch. Er steht vor der Hauptfassade und von der Kirche getrennt, wie oft bei Kirchen im Veneto; in Südtirol jedoch ist dies eine Seltenheit. 
Die Zwiebelkuppel wurde 1780 nach den Plänen von Georg Singer aus Brixen gebaut. Im Glockenhaus hängen neun Glocken. Acht davon wurden 1922 von der Gießerei Adda in Crema hergestellt. Die kleinste, das „Sterbeglöcklein“, besteht seit 1763, während die restlichen acht dem Ersten Weltkrieg zum Opfer gefallen waren. Die Turmuhr aus dem Jahr 1754 wurde von den Grödner Uhrmachern Mathias und Peter Alneider hergestellt.

## Filialkirchen
- St. Michael
- St. Magdalena in Tagusens
- St. Nikolaus in Tisens
- St. Oswald
- St. Valentin
- St. Anna in Ploj
- die Franziskus-Kirche auf der Seiser Alm
- das Zallinger-Kirchlein auf der Seiser Alm

## Bibliografie
- Karl Gruber: Die Kirche von Kastelruth und ihre Filialkirchen – Jubiläumsschrift. Tappeiner Verlag, Bozen 1989, ISBN 88-7073-079-4
- Leo Santifaller: Vom Kastelruther Turm. In: Der Schlern, 1, 1921, S. 39–43 (online); 2, 1921, S. 54–56 (online); 3, 1921, S. 85–87 (online).
- Josef Fulterer: Ecclesia Parrochialis Castrirupti. Die Pfarrkirche zu den hll. Aposteln Petrus und Paulus in Kastelruth. Pfarrei Kastelruth, Kastelruth 1999 (ohne ISBN).
- Maria Hölzl Stifter: Die Wandmalerei des Historismus in Südtirol. Kirchliche Kunst zwischen Spätklassizismus und Nazarenern 1820–1914. Bozen, Athesia 2008. ISBN 88-8266-106-7, S. 216
- Josef Weingartner, Magdalena Hörmann: Die Kunstdenkmäler Südtirols. Athesia, Bozen 1991, I. Band, ISBN 88-7014-642-1
- Verena Friedrich: Die Kirchen und Kapellen der Pfarreien Kastelruth und Seis am Schlern, Passau 2021, ISBN 978-3-89643-431-9